# Zybin Z-25
Die Zybin Z-25 (russisch Цыбин Ц-25, NATO-Codename Type 25) war ein sowjetischer Lastensegler. Zusammen mit der Jak-14 stand sie bei den sowjetischen und den tschechoslowakischen Luftstreitkräften (dort als NK-25 für Nákladní kluzák, Lastensegler) im Dienst. Die beiden Typen waren die letzten eingesetzten Lastensegler und wurden bereits Mitte der 1950er-Jahre ausgemustert, während ihre Aufgaben von flexibler einsetzbaren Transportflugzeugen und Hubschraubern übernommen wurden.

## Entwicklung und Einsatz
Die Konstruktionsarbeiten wurden von Pawel Zybin ab 1944/45 als „Sturmtransporter für Luftlandetruppen“ durchgeführt und orientierten sich an der Kolesnikow-Zybin KZ-20, dem schwersten von der Roten Armee eingesetzten Lastensegler des Zweiten Weltkriegs, der 20 ausgerüstete Soldaten befördern konnte. Ein größerer Parallelentwurf war neben der Jak-14 auch die Il-32, die aber nicht in die Serienproduktion gegeben wurde.
Die Z-25 wurde in gemischter Holz-Metall-Bauweise entwickelt. Der Rumpf besaß einen viereckigen Querschnitt mit aufgesetzter Kabine. Der Bug war aufklappbar und diente als Einstieg. Die Tragflächen waren gänzlich aus Holz gefertigt, abgestrebt und in Schulterdeckerkonfiguration am Rumpf befestigt. Die Tragflächenhinterkanten wiesen eine negative Pfeilung auf. Das Leitwerk war freitragend und normal ausgeführt. Das Bugradfahrwerk war starr und verfügte teilweise über zusätzliche Landekufen.
1948 wurde die Flugerprobung absolviert und das Muster zur Serienproduktion freigegeben. Im selben Jahr wurde der Lastensegler Jahr auf der Tuschinoer Luftparade erstmals der Öffentlichkeit präsentiert. Einige Exemplare wurden an die Tschechoslowakei geliefert und unter der Bezeichnung NK-25 eingesetzt. Die in der Literatur angegebenen Stückzahlen weichen stark voneinander ab und reichen von 45 bis zu 500 gebauten Z-25. Als Schleppflugzeuge dienten zweimotorige Li-2 und Il-12. Testweise erhielt ein als Z-25M bezeichnetes Exemplar zwei Sternmotoren M-11FR-1.
Ein spektakulärer Arktisflug zweier Z-25 wurde 1950 zur Versorgung der driftenden Polarstation SP-2 durchgeführt. Die jeweils dreiköpfigen Besatzungen unter den Kommandos von Wadim Schmeljow und Alexei Frolow wurden von zwei Il-12 unter Alexander Charitoschkin und Wassili Rodin von Tula aus über die Etappen Kasan, Swerdlowsk, Krasnojarsk, Steinige Tunguska und Chatanga bis nach Tiksi geschleppt, wo zunächst etwa zehn Tage lang Trainingsflüge unter arktischen Bedingungen absolviert wurden. Der letzte Zwischenstopp befand sich auf der Insel Kotelny, wo die Schleppzüge beladen wurden. Am 5. April 1950 starteten die Gespanne und erreichten die Station nach sechsstündigem Flug, wo sie sicher landeten. Zwei Tage später überflogen beide Il-12 und Z-25 den Nordpol und traten anschließend den Rückweg an. Am 11. Mai wurde Tula als Ausgangspunkt der Reise erreicht. Das Unternehmen diente in erster Linie dazu, ökonomische Alternativen für die Versorgung der Polarstationen aufzuzeigen. Da es aber besonders für die Lastenseglerbesatzungen unter Extrembedingungen verlief (die Z-25 besaß keine Bordheizung und der Flug am 100-Meter-Schleppseil war durch teilweise stürmisches Wetter sehr problematisch), blieb dies die einzige Unternehmung dieser Art und somit auch die einzige Polüberquerung eines Schleppgespanns.

## Technische Daten
| Kenngröße              | Daten                  |
| ---------------------- | ---------------------- |
| Konstrukteur           | Pawel Zybin            |
| Besatzung              | 2                      |
| Passagiere             | 25 bewaffnete Soldaten |
| Länge                  | 16,15 m                |
| Spannweite             | 24,38 m                |
| Höhe                   | 5,00 m                 |
| Flügelfläche           | 75,00 m²               |
| Flügelstreckung        | 7,9                    |
| Leermasse              | 2320 kg                |
| Nutzlast               | 2200 kg                |
| Startmasse             | 4520 kg                |
| Schleppgeschwindigkeit | maximal 232 km/h       |
| Landegeschwindigkeit   | 90 km/h                |